# Campanula zoysii
Espèce
Classification phylogénétique
Campanula zoysii est une espèce de plante de la famille des Campanulacées. Petite campanule de 5 à 7 cm aux fleurs en grelots, elle est endémique des Alpes du sud-est et pousse dans les fissures de parois rocheuses calcaires.